# Zjednoczenie Kościołów Chrystusowych
Zjednoczenie Kościołów Chrystusowych (ZKCh) – istniejąca w Polsce w latach 1928–1953 wspólnota ewangelikalna będąca częścią ruchu Kościołów Chrystusowych. Należące do niej zbory w latach 1953–1988 były częścią Zjednoczonego Kościoła Ewangelicznego w PRL, a następnie w 1988 utworzono z nich odrębny związek wyznaniowy występujący początkowo pod nazwą Kościół Zborów Chrystusowych. Obecna jego nazwa brzmi: Kościół Chrystusowy w Rzeczypospolitej Polskiej. Część zborów ZKCh, która nie weszła w skład Zjednoczonego Kościoła Ewangelicznego utworzyła Kościół Chrystusowy w Polsce, zarejestrowany w 1982 roku.

## Okres II Rzeczypospolitej
Prekursorem Kościołów Chrystusowych w Polsce był Konstanty Jaroszewicz, który pod koniec 1921 roku powrócił do Polski jako ordynowany kaznodzieja. W maju 1923 roku miał miejsce pierwszy chrzest kilkunastu wiernych. Jesienią 1924 roku małżeństwo Jaroszewiczów przeprowadziło się do Kobrynia, gdzie na zakupionej posesji z dużym domem rok później wybudowano dom modlitwy. Tam też powstało centrum misyjne KCh. Zbory Kościołów Chrystusowych tworzono na kresach wschodnich II Rzeczypospolitej z ludności pochodzenia prawosławnego. Najwięcej zborów powstało w województwie wołyńskim i poleskim. Pierwsze zbory Kościoła Chrystusowego zaczęto rejestrować od roku 1926. Ich rejestracja odbywała się na podstawie ukazu carskiego dotyczącego „rejestrowania gmin sekciarskich” .
Początkowo Konstanty Jaroszewicz działał jako przedstawiciel „Międzynarodowej Chrześcijańskiej Misji” a nazwa ta określała tworzącą się społeczność. Po roku 1926 używano nazwy „Misja Chrześcijan Ewangelicznych w Polsce”. W 1928 istniało 30 zborów, które na wspólnym posiedzeniu w Kobryniu utworzyły Zjednoczenie Kościołów Chrystusowych. Z upoważnienia przedstawicieli zborów zarząd stanowili: Konstanty Jaroszewicz – prezes, Jan Bukowicz – wiceprezes i skarbnik oraz Jerzy Sacewicz – sekretarz. Rok później w Kobryniu zorganizowano I Ogólnopolski Zjazd Zjednoczenia Kościołów Chrystusowych. Ogólnopolskie zjazdy organizowano corocznie w różnych miejscowościach kraju, do roku 1939 włącznie odbyło się ich 10 . Do 1939 ZKCh posiadało centralę w Kobryniu, a po tej dacie w Brześciu. Podczas X Ogólnopolskiego Zjazdu ZKCh, który odbył się w dniach 18–20 sierpnia 1939 r. w miejscowości Zimno na Wołyniu podjęto szereg istotnych decyzji, m.in. powrócono do nazwy „Kościół Chrystusowy”, uchwalono nowy statut oraz przyjęto projekt budowy Kolegium Biblijnego w Brześciu n/Bugiem .

## Okres II wojny światowej
W czasie II wojny światowej zbory ZKCh rozdzielone zostały granicami administracyjnymi określonymi przez III Rzeszę. Znalazły się one w Generalnym Gubernatorstwie, Prusach Wschodnich, na Białorusi, Ukrainie i w Rzeszy. W Generalnym Gubernatorstwie weszły one w skład łączącego niektóre wspólnoty ewangelikalne Związku Nieniemieckich Ewangelicko-Wolnokościelnych Zborów (baptyści). Ograniczenia wolności zgromadzeń podczas wojny spowodowały, że niektóre zbory dołączały do tych wyznań, które były tolerowane przez władze okupacyjne, inne zbory działały w konspiracji, a jeszcze inne zawiesiły swą działalność . 

## Lata powojenne

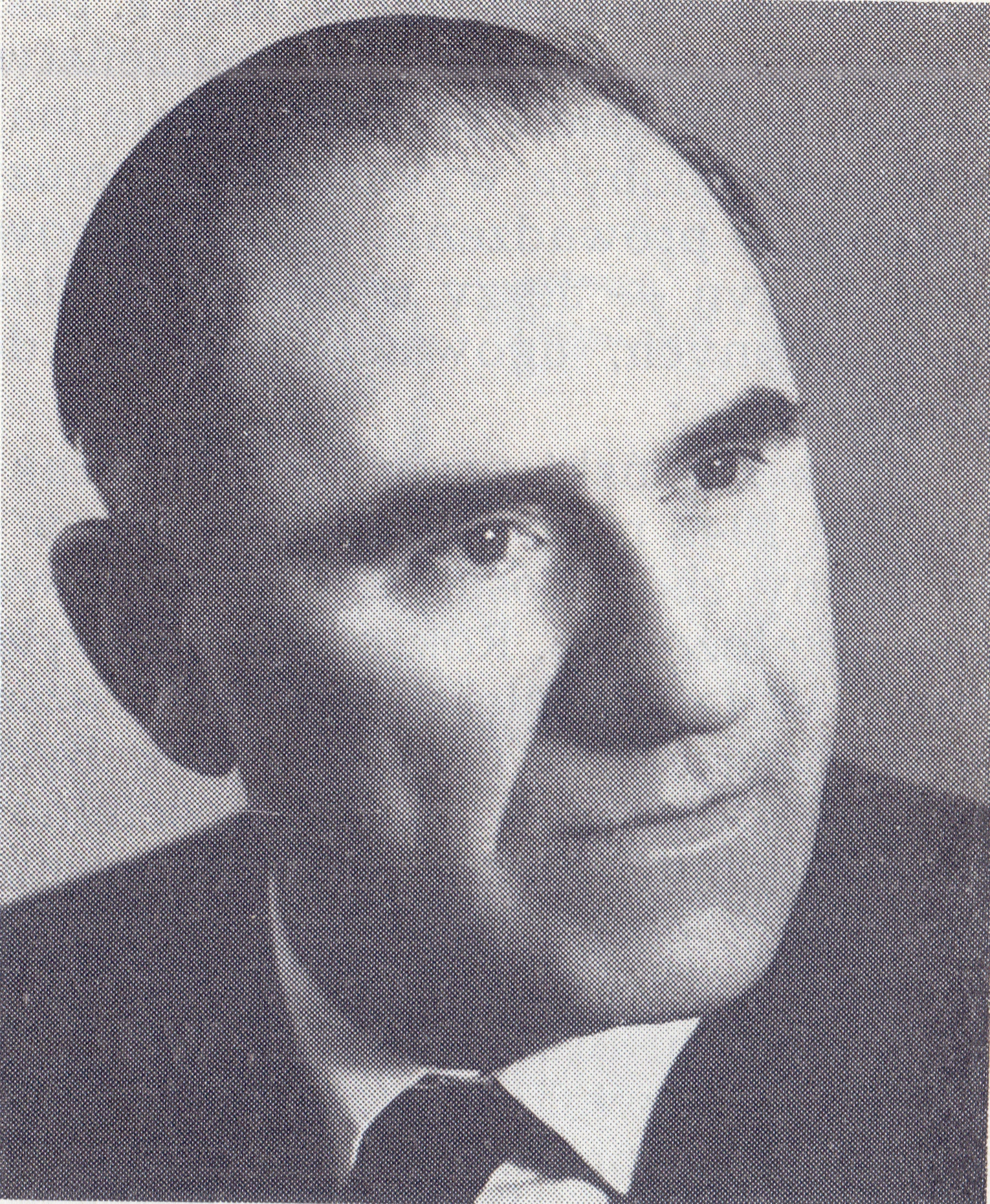
Paweł Bajeński

Nowy kształt ładu międzynarodowego po II wojnie światowej spowodował, że 72 zbory ZKCh znalazły się w Związku Radzieckim, gdzie stały się częścią narzuconej przez władze Ogólnozwiązkowej Rady Ewangelicznych Chrześcijan Baptystów w ZSRR. Zbory na terytorium Polski w 1945 włączyły się do Polskiego Kościoła Ewangelicznych Chrześcijan Baptystów. Szybko jednak doszło do konfliktu między Zarządem PKEChB a liderami ZKCh skupionymi wokół Jerzego Sacewicza, którzy utrzymywali w ramach Kościoła własną – alternatywną w stosunku do Zarządu – strukturę administracyjną, kierującą zborami dawnego ZKCh.
W sierpniu 1946 roku zorganizowano nadzwyczajny XI Zjazd Przedstawicieli Zjednoczenia Kościołów Chrystusowych, na którym postanowiono reaktywować Zjednoczenie Kościołów Chrystusowych jako samodzielny Kościół. Wybrano nową Radę Naczelną w składzie: Jerzy Sacewicz – prezes, Bolesław Winnik – wiceprezes i skarbnik, Mikołaj Korniluk – sekretarz oraz jako członkowie: Nikon Jakoniuk, Paweł Bajeński, Szymon Sacała, Konstanty Sacewicz, Teodor Lewczuk i Józef Muranty. Mieszkający już w tym czasie na stałe w Stanach Zjednoczonych Konstanty Jaroszewicz, został honorowym prezesem i generalnym przedstawicielem ZKCh za granicą .
W listopadzie 1946 środowisko dawnego ZKCh wystąpiło z PKEChB. Wznowiono wówczas działalność Zjednoczenia Kościołów Chrystusowych Wyznania Ewangelicznego w Polsce. Jego stan posiadania był wówczas następujący:
- 4 zbory w województwie białostockim (Siemiatycze, Boćki, Milejczyce, Grodzisk)
- 8 zborów w województwie mazurskim (Olsztyn, Lidzbark Warmiński, Kętrzyn, Mrągowo, Rumy, Świętajno, Ruskowo, Pasłęk)
- 1 zbór w Gdańsku
- 1 zbór w Sosnowcu
- 1 zbór w Muratynie (województwo lubelskie)[2] .

W 1948 rozpoczęto działalność wydawniczą: ukazał się m.in. miesięcznik „Jedność” (2000 egz.) i „Śpiewnik Kościoła Chrystusowego” (10 000 egz.). Redaktorem naczelnym „Jedności” był Władysław Kołodziej. 
We wrześniu 1950 Urząd Bezpieczeństwa aresztował duchownych oraz pracowników świeckich Kościoła, w tym całą Radę Kościoła w osobach: Jerzy Sacewicz – prezes Związku, Mikołaj Korniluk – sekretarz, Bolesław Winnik – skarbnik, Paweł Bajeński i Nikon Jakoniuk – członkowie Zarządu .
W 1951 odbyła się konferencja ZKCh w Inowrocławiu, która wybrała nowy zarząd Związku. Prezesem został Paweł Bajeński, sekretarzem – Konstanty Sacewicz, skarbnikiem – Nikon Jakoniuk. Stan posiadania Związku był wówczas następujący: około 3000 wiernych, 24 zbory, 53 placówki, 12 kaplic, 6 sal modlitewnych .
Zgodnie z prowadzoną przez władze państwowe polityką scalania wspólnot ewangelikalnych (działających poza Polskim Kościołem Chrześcijan Baptystów i Kościołem Metodystycznym) w Zjednoczonym Kościele Ewangelicznym (ZKE), w 1953 ZKCh stało się częścią ZKE. Część zborów ZKCh, która w 1956 wystąpiła ze Zjednoczonego Kościoła Ewangelicznego utworzyła Kościół Chrystusowy w Polsce, zarejestrowany w 1982 roku.